# Humphrey Prideaux
Humphrey Prideaux (3 mai 1648 à Padstow, comté de Cornwall, Cornouailles - 1er novembre 1724) est un homme d'église, théologien et orientaliste anglais.

## Biographie
Troisième fils d'Edmond Prideaux, Humphrey est né le 3 mai 1648 à Padstow, dans le comté de Cornouailles. Sa mère est l'une des filles du high sheriff John Moyle. Après avoir suivi une formation à la Liskeard grammar school et à la Bodmin grammar school, il est accepté à la Westminster School sous la tutelle de Richard Busby (en), sur recommandation de son oncle William Morice (un Secretary of State for the Northern Department). Le 11 décembre 1668, il est immatriculé à Christ Church à Oxford, duquel il a obtenu une bourse d'études. Le 22 juin 1672, il reçoit son BA ; le 29 avril 1675, son MA ; le 15 novembre 1682, son BD (Bachelor of Divinity) ; en juin 1686, son DD (Doctor of Divinity). En janvier 1674, Prideaux mentionne dans l'une de ses lettres la visite du doyen William Levett accompagné de Lord Cornbury (beau-frère du roi Jacques II d'Angleterre), principal patron de Levett. Dans d'autres lettres, Prideaux mentionne des alliances avec Levett dans le cadre de manœuvres politiques de la part de l'Église. L'évêque John Fell a recours à ses talents en 1672 pour une édition de Florus. Il a aussi participé à une édition des chroniques de Jean Malalas effectuée par Edmund Chilmead (en).

## Œuvres
- Prideaux a rédigé The True Nature of Imposture fully display'd in the Life of Mahomet (ou Life of Mahomet) en 1697. (deux éditions la même année ; souvent réimprimé). L'ouvrage comprend un pamphlet contre les déistes[4]. Il a notamment été critiqué par l'orientaliste George Sale, dans ses notes de traduction du Qur'an[5].
  - traduction en français en 1698 sous le titre La vie de Mahomet ou l'on découvre amplement la vérité de l'imposture[6]

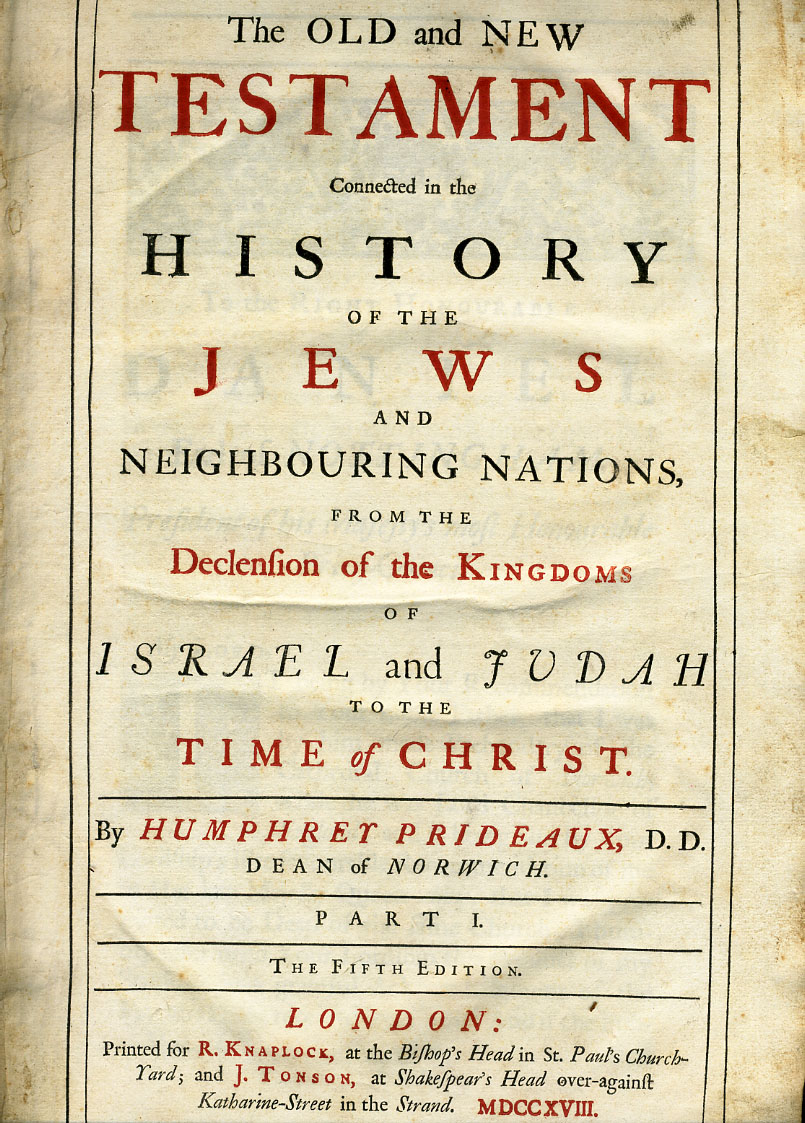
The Old and New Testament connected, page-titre de la 5e édition publiée en 1718.

- The Old and New Testament connected in the History of the Jews and Neighbouring Nations (1715-17)
  - The Old and New Testament connected, in the History of the Jews and Neighbouring Nations ... to the Time of Christ, 1716-18, fol., 2 vol.
  - aussi publié sous le titre The Connection, &c., 1716-1718, 6 vols.
  - The Old and New Testament connected..., 1845, 2 vol. (edité par Alexander McCaul (en))
  - traduit en français sous le titre Histoire des Juifs, &c., Amsterdam, 1722, 5 vols. Traduction de Moïse du Soul et Jean-Baptiste Brutel de la Rivière[7]
  - traduit en allemand , 2 vol., 1726
  - traduit en italien sous le titre La storia de' Giudei, illustré de cartes gravées par Felice Polanzani, 1738

Ouvrage régulièrement réimprimé et traduit dans quelques langues. Prideaux s'est inspiré du travail de James Ussher[2]. C'est l'un des premiers ouvrages anglais à utiliser le terme Vulgar Era[8],[9], même si Kepler l'utilise déjà en 1635[10]. Il rapporte les évènements historiques entre les périodes de l'Ancien Testament et du Nouveau Testament, ce qui a mené à des controverses entre Prideaux et son cousin Walter Moyle. Jean Le Clerc a rédigé une analyse critique, publiée en anglais en 1722[11].

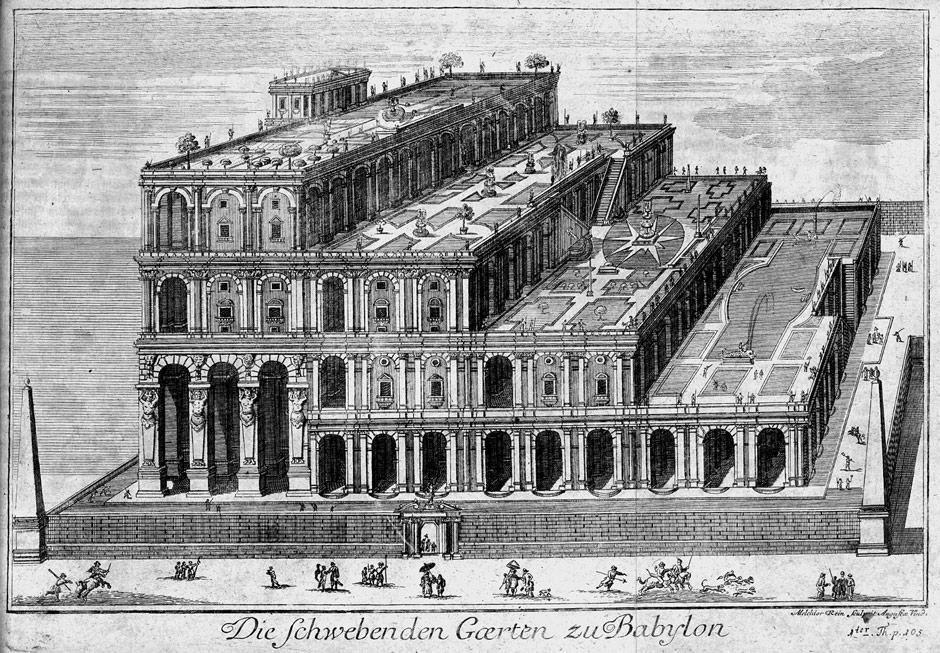
Les Jardins suspendus de Babylone, gravure publiée dans l'édition de 1726 en allemand de l'ouvrage The Old and New Testament connected.

- Marmora Oxoniensia, &c., Oxford, 1676. Un catalogue et une chronologie des marbres d'Arundel et de collections liées ; Les nombreuses fautes typographiques sont dues au grammairien Thomas Bennet qui a agi comme correcteur de la publication[5]. On doit des éditions subséquentes à Michael Maittaire et Richard Chandler[12].
- De Jure Pauperis et Peregrini, &c., Oxford, 1679. (une traduction en latin d'ouvrages rédigés en hébreu par Moïse Maïmonide, avec des notes)
- A Compendious Introduction for Reading ... Histories, &c., Oxford, 1682
- Directions to Churchwardens, &c., Norwich, 1701 ; 7e édition en 1730
- The Original and Right of Tithes, &c., Norwich, 1710 ; réimpression en 1713 ; 1736
- Ecclesiastical Tracts, &c., 1716[5]

Prideaux a publié des pamphlets :
- The Validity of the Orders of the Church of England (1688)
- Letter to a Friend on the Present Convocation (1690)
- The Case of Clandestine Marriages stated (1691).

Ses lettres (1674-1722) au député britannique John Ellis ont été publiées par la Camden Society (en) en 1875 sous la direction d'Edward Maunde Thompson.